# 杰夫·马斯特斯
杰夫·马斯特斯（英語：Geoff Masters，1950年9月19日—），澳大利亚男子网球运动员。他曾获得澳大利亚网球公开赛男子双打冠军、温布尔登网球锦标赛男子双打冠军、美国网球公开赛混合双打冠军。